# Eleuthera
Eleuthera – wyspa leżąca w archipelagu Wysp Bahama, około 80 km na wschód od Nassau, stolicy Bahamów.
Wyspa rozciąga się z północy na południe na długości około 180 km, natomiast jej szerokość na całej długości wynosi średnio 1-2 km. W 2000 roku wyspę zamieszkiwało około 8000 mieszkańców. Nazwa wyspy wywodzi się z żeńskiej formy greckiego słowa ελεύθερος (eleutheros), „wolny”.
Na wyspie znajduje się port lotniczy Governor’s Harbour.

## Historia
W czasach przed przybyciem Europejczyków, wyspę zamieszkiwali Tainowie. W XIX wieku odkryto pozostawione przez nich zabytki, takie jak drewniany stołek przechowywany dziś w British Museum. Wyspa nosiła przed kolonizacją nazwę Cigatao.
W 1648 roku na wyspę przybyła z Bermudów grupa angielskich purytanów, określająca siebie jako Eleutheran Adventurers. Przewodził im William Sayle. Twórcom założonej na Eleutherze kolonii przyświecał cel stworzenia demokracji, pierwszej na zachodniej półkuli. W tamtym okresie koloniści założyli Governor’s Harbour, jedną z największych osad na wyspie, czy Dunmore Town, miasto leżące na sąsiadującej z Eleutherą Harbour Island.
W budynku zbudowanym w 1897 roku mieści się Haynes Library, biblioteka. Jest to najstarszy budynek należący do rządu, na wyspie.
Wyspa ucierpiała w 1992 roku w wyniku uderzenia huraganu Andrew. Na cześć wyspy Lenny Kravitz napisał w 1993 roku utwór Eleutheria. Piosenkarz sam był jednym z mieszkańców Eleuthery.